# Katharina Klöcker
Katharina Klöcker (* 1972 in Freiburg im Breisgau) ist eine deutsche römisch-katholische Theologin, Journalistin und Professorin für Moraltheologie.

## Leben
Katharina Klöcker studierte römisch-katholische Theologie an der Eberhard Karls Universität Tübingen, am Institut Catholique de Paris und an der Universität Münster. Von 2000 bis 2002 war sie Volontärin bei der Katholischen Nachrichten-Agentur (KNA) in Bonn und Brüssel. Zugleich erhielt sie ihre journalistische Ausbildung am Institut zur Förderung publizistischen Nachwuchses.
Nach einer zweijährigen Tätigkeit als Redakteurin bei KNA kehrte Klöcker 2004 an die Universität Münster zurück und arbeitete bis 2013 als wissenschaftliche Mitarbeiterin am Seminar für Moraltheologie. 2009 wurde sie mit einer Arbeit Zur Moral der Terrorbekämpfung. Eine theologisch-ethische Kritik promoviert. 2010 wurde die Arbeit mit dem Dissertationspreis der Universität ausgezeichnet.
2012 gründete Klöcker das Netzwerkbüro Theologie & Beruf, das sie bis 2015 leitete. Von 2015 bis 2020 war sie Juniorprofessorin und danach bis 2025 ordentliche Professorin für Theologische Ethik an der Ruhr-Universität Bochum. Seit dem 1. März 2025 ist sie Inhaberin der Professur für Moraltheologie an der Universität Erfurt.
Über ihre Lehr- und Forschungstätigkeit hinaus beteiligt Klöcker sich seit 2012 in unregelmäßigen Abständen an den Morgenandachten des WDR sowie an der Sendung Am Sonntagmorgen des Deutschlandfunks.

## Forschung
Klöcker verortet ihre Forschung im Kontext der durch den kirchlichen Missbrauchsskandal offenbar gewordenen Krise christlicher Moral. Sie arbeitet an Perspektiven ihrer Erneuerung sowie an der Schärfung des Profils einer pluralismusfähigen Ethik im Horizont des christlichen Glaubens. Zentral ist für sie dabei die Frage, wie christliche Ethik in säkularen Diskursen anschlussfähig sein bzw. werden kann. Antworten sucht sie in der Auseinandersetzung mit konkreten gesellschaftlich relevanten Konfliktthemen.
Klöcker ist Vorsitzende der Arbeitsgemeinschaft Moraltheologie und u. a. Mitglied der Ethikkommission der Europäischen Bischofskonferenzen (COMECE).

## Schriften (Auswahl)
- mit Stephan Goertz: Ins Gespräch gebracht. Theologie trifft Bioethik. Ostfildern: Grünewald, 2008, ISBN 978-3-7867-2715-6.
- Zur Moral der Terrorbekämpfung. Eine theologisch-ethische Kritik. Ostfildern: Grünewald, 2009, ISBN 978-3-7867-2786-6.
- mit Stephan Goertz und Rudolf B. Hein: Fluchtpunkt Fundamentalismus? Gegenwartsdiagnosen katholischer Moral. Freiburg im Breisgau: Herder, 2013, ISBN 978-3-451-34140-3.
- Freiheit im Fadenkreuz. Terrorbekämpfung als christlich-ethische Herausforderung. Freiburg im Breisgau: Herder, 2017, ISBN 978-3-4513-7626-9.
- als Herausgeberin mit Thomas Laubach und Jochen Sautermeister: Gender – Herausforderung für die christliche Ethik. Freiburg im Breisgau: Herder, 2017, ISBN 978-3-4513-7898-0.
- mit Uwe Kaminsky: Medikamente und Heimerziehung am Beispiel des Franz Sales Hauses. Historische Klärungen – Ethische Perspektiven. Münster: Waxmann, 2020, ISBN 978-3-4022-4697-9.
- als Herausgeberin mit Thomas Laubach: Ethisches Argumentieren. Reichweite und Grenzen zentraler Denkfiguren (Jahrbuch für Moraltheologie 7), Freiburg im Breisgau: Herder, 2023, ISBN 978-3-451-39560-4